# Ускршњи обредни хлеб
Ускршњи обредни хлеб је посебне врста обредног колача који православни верници месе за овај велики хришћански празник. Поред бојења јаја, верници месе и одређен број обредних хлебова, чији је изглед и број различит у појединим хришћанским земљама.

## Историјат
Према схватању цркве Ускрс је највећи хришћански празник који се светкује у част Христовог ускрснућа. Припада групи „покретних” празника и слави се 22. март по старом, или 4. априла по новом календару, а најкасније до 25.априла по старом, односно 8. маја по новом календару. За овај празник поред фарбања јаја уведено је и мешење обредног хлеба, персонификованог и поштованог као само божанство.
Хлеб је, од његовог открића и примене, човекова телесна и духовна храна, симбол исхране, живота, али и ритуалних обичаја, преко којих се у симболичкој форми преносе основне информације о друштвеном животу и друштвеним односима. Тако је хлеб временом у себи објединио људскост и божанственост. 
Хлеб је и симбол јединства јер у себи садржи много зрна жита, и када се преломи и подели представља заједнички и јединствени живот. Због значаја који је имао за опстанак људи хлеб је врло брзо постао саставни до многих обичајним и религиозних манифестација.
Код православних верника у Србији тако се временом развио обичај мешења обредних хлебова за један од најрадоснијих празника Ускрс. Хлеб је имао важно место у српском обичајној пракси повезаној са прославом Ускрса поводом кога се месе различите врсте обредних хлебова.
Током времена, Ускршњи обредни хлебови доживљавали су многе трансформације и били изложени различитим утицајима, тако да се данас у Србији они срећу у много различитих облика, назива, мотива и намена.

## Врсте ускршњих хлебова
Поред вина, воде и ускршњих јаја, Ускршњи обредни хлебови су део приношења жртве – у чему је и основни смисао ритуала. А начин на који се украшавају садржи одређену симболику. Најчешће заступљене врсте обредних хлебова у Србији, који се месе за Ускрс су:
Велики ускршњи колач
Ова врста хлеба — колача, округлог је и уплетеног облика са јајетом у средини, које може бити необојено или обојено црвеном бојом.
Хлеб јајченица
Јајченица је Ускршњи хлеб — колач мањих димензија обично кружног облика, и спрема се у Ускршњу суботу. На горњој површини има утиснуто јаје. Ови хлебови деле се за Ускрс укућанима или заједно са обојеним јајима носе родбини.
Јајчаник се меси од пшеничног брашна и има обично једно јаје на средини. У неким селима су на овај хлеб стављали и више јаја. У Височким селима стављано је једно јаје, а у селима Пасјач, Присјан, Гњилан и Камик, више јаја, а најчешће три. У Пасјачу на Ускрс месе три погаче – леба. Једну са пет, другу са три и трећу на коју ставе једно јаје.108. Сви хлебови су исте величине и једу се наредна три дана.
У Гњилану су стављана по три јаја – перашке, на ускршњи хлеб. У Камику су такође стављали три јаја, од којих је средње обавезно било црвено.
Паска
Обредни Ускршњи хлеб Паска прави се у Војводини за ускршњи ручак. То је у суштини, уобичајени бели хлеб са ритуалним значењем. Са остатком храном (јаја, шунка, качкаваљ, сир) носи се у цркву да се посвети и враћа у кућу, у којој на трпези има централно место. За Ускрс де припрема више хлебова, али само један се носи у цркву и највише се украшава.